# 于尔
于尔（法語：Hure，法語發音：[yʁ]）是法国吉伦特省的一个市镇，属于朗贡区。

## 地理
于尔（44°32'41"N, 0°0'2"E）面积7.09 平方千米，位于法国新阿基坦大区吉倫特省，该省份为法国西南部沿海省份，是法國本土面积最大的省，北起滨海夏朗德省，西临大西洋，南至朗德省，东南接洛特-加龍省，东临多爾多涅省。
与于尔接壤的市镇（或旧市镇、城区）包括：布尔代勒、诺阿亚克、丰泰、加龙河畔梅扬。

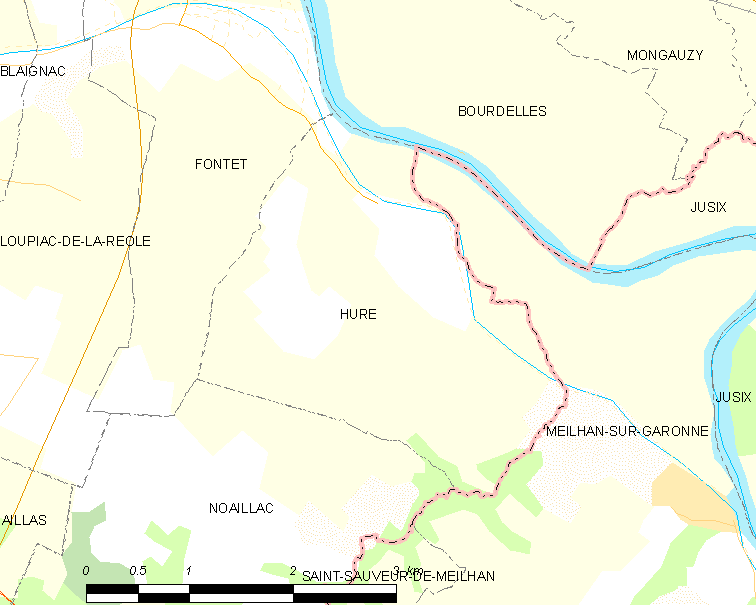
于尔的OSM定位图

于尔的时区为UTC+01:00、UTC+02:00（夏令时）。

## 行政
于尔的邮政编码为33190，INSEE市镇编码为33204。

## 政治
于尔所属的省级选区为勒雷奥莱-莱巴斯蒂德县。

## 人口

1962-2008年间于尔人口变化图示

于尔于2022年1月1日时的人口数量为565人。